# Ян ван Рибек
Ян Антонисзон ван Рибек (на нидерландски: Jan Anthoniszoon van Riebeeck) е нидерландски колониален администратор.
Роден е на 21 април 1619 година в Кюлемборг, провинция Гелдерланд, в семейството на лекар. През 1639 година постъпва на служба в Нидерландската източноиндийска компания и заминава за Югоизточна Азия. През 1652 година основава Капстат и Капската колония в Южна Африка, която ръководи в продължение на десетилетие и където и днес е смятан от много бури за създател на тяхната нация.
Ян ван Рибек умира на 18 януари 1677 година в Батавия.